# Parafia Świętego Antoniego w Ostrowie Wielkopolskim
Parafia pw. Świętego Antoniego w Ostrowie Wielkopolskim – rzymskokatolicka parafia  w dekanacie Ostrów Wielkopolski II.
Parafia została erygowana 15 listopada 1947 roku przez arcybiskupa Walentego Dymka.

## Proboszczowie
- ks. major Franciszek Dymarski (15 listopada 1947 – 8 sierpnia 1963)
- ks. Seweryn Garyantesiewicz (15 listopada 1963 – 24 maja 1976)
- ks. Infułat Tadeusz Szmyt (1 sierpnia 1976 – 2011)
- ks. kanonik Paweł Kostrzewa (2011–2015)
- ks. prałat Witold Szala (od 2015)

## Grupy parafialne
Akcja Katolicka, Parafialny Zespół Charytatywny Caritas, Odnowa W Duchu Świętym, Wspólnota Krwi Chrystusa, Domowy Kościół Ruchu Światło – Życie, Wspólnota Młodzieżowa Ruch Światło – Życie, Rodzina Radia Maryja, Biuro Radia Maryja, Duszpasterstwo Małżeństw Niesakramentalnych, Spotkania Modlitewne Taize, Krucjata Wyzwolenia Człowieka, Stowarzyszenie Ruchu Kultury Chrześcijańskiej "Odrodzenie", Stowarzyszenie Współpracowników Salezjańskich, Duszpasterstwo Nauczycieli, Chór Kościelny, Schola Młodzieżowa, Schola Dziecięca, Ostrowskie Bractwo Pątnicze Pielgrzym, Księgarnia Św. Antoniego, Biblioteka Parafialna, Stacja Opieki Caritas, Ośrodek Apostolstwa Trzeźwości, Spotkania Grupy Aa Arka, Telefon Zaufania Aa, Grupa Modlitwy Ojca Pio, Bractwo Eucharystyczne, Ministranci.

## Cmentarz przy ulicy Bema
Cmentarz parafialny powstał w 1957 roku w miejscu byłego lotniska. W obrębie cmentarza znajduje się kościół parafii Najświętszego Zbawiciela.

### Kwatera poległych za wolność i niepodległość
Na cmentarzu, naprzeciwko kościoła Najświętszego Zbawiciela przy ul. Wybickiego znajduje się kwatera poległych za wolność i niepodległość powstała w 1975 roku, kiedy to w dniach 7-12 kwietnia pochowano szczątki 53 nieznanych z nazwiska osób ekshumowanych z cmentarzy przy ul. Limanowskiego, Wrocławskiej oraz z cmentarzy w Nowych Skalmierzycach, Lewkowie, Odolanowie, Bogdaju, Górznie i Ludwikowie. Wśród wówczas pochowanych było 28 żołnierzy Wojska Polskiego (służyli w 60. Pułku Piechoty i Batalionie Obrony Narodowej "Ostrów", a polegli w walkach z 183. Pułkiem Piechoty Landwehry i 24. Dywizją Piechoty Wehrmachtu 1 i 2 września 1939 roku), 19 ofiar terroru niemieckiego, 4 poległych "za władzę ludową" i 2 żołnierzy Armii Czerwonej.
Z cmentarza w Ludwikowie do kwatery wojennej przeniesiono szczątki 13 więźniów zmarłych w obozie pracy przymusowej w Zawidzynie koło Czarnegolasu.
Kwatera została wyremontowana w sierpniu 2016 roku.